# Passiflora poeppigii
Passiflora poeppigii är en passionsblomsväxtart som beskrevs av Maxwell Tylden Masters. Passiflora poeppigii ingår i släktet passionsblommor, och familjen passionsblomsväxter. Inga underarter finns listade i Catalogue of Life.